# Armand Désiré de Vignerot du Plessis

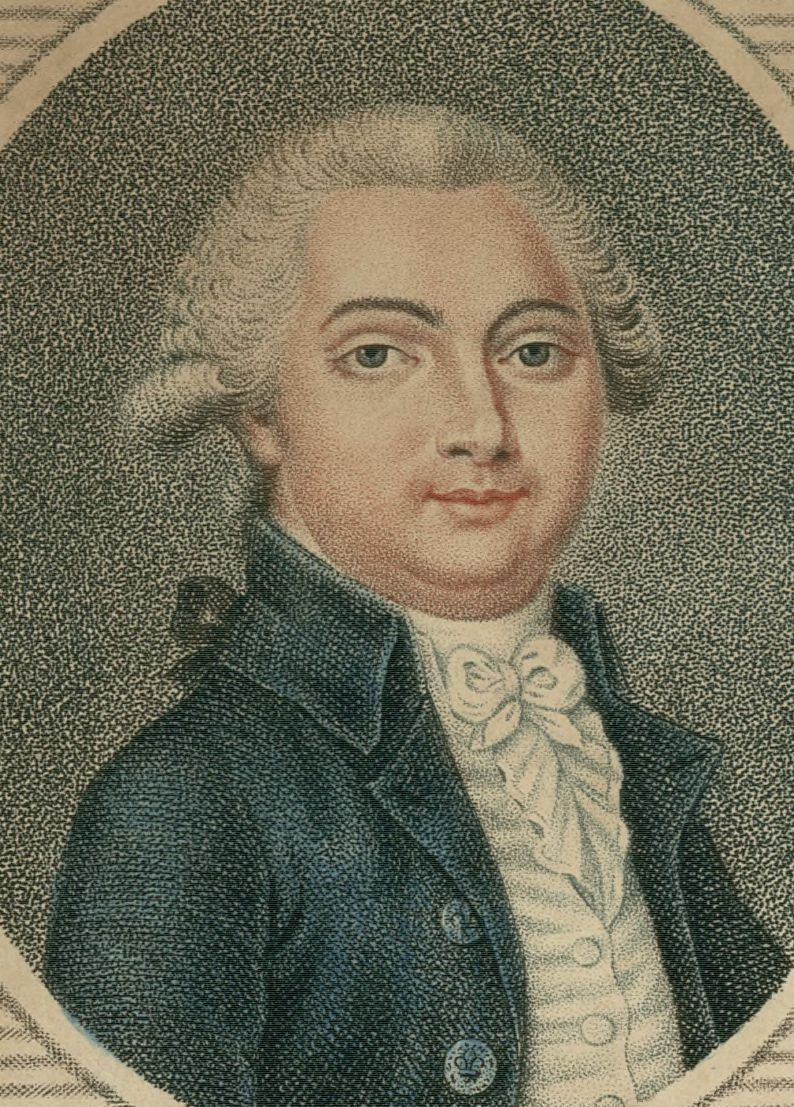
Retrato de Armand Désiré de Vignerot du Plessis de Richelieu, duque de Aiguillon, por Jean-Baptiste Vérité (1789 o 1790).

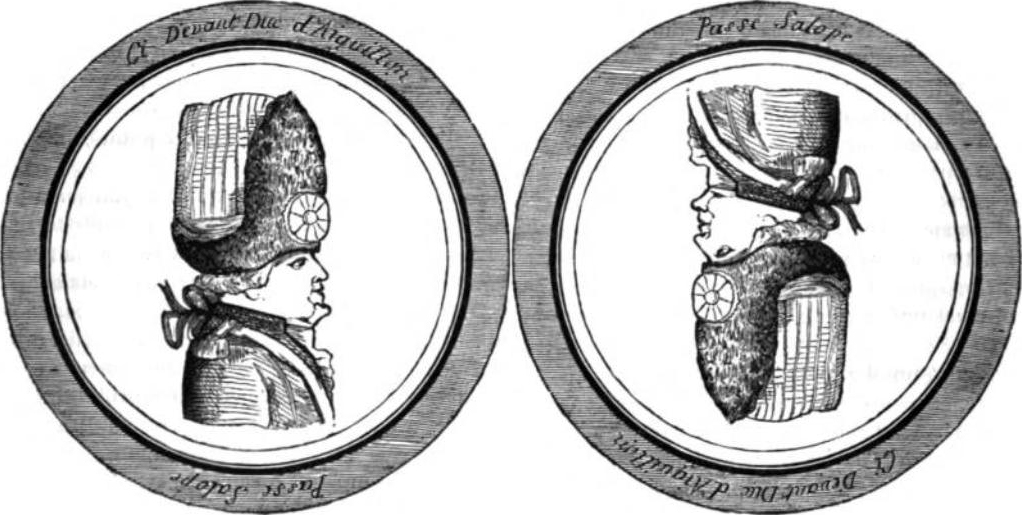
Caricatura del Duque de Aiguillon como jefe de seguridad.

Armand Désiré de Vignerot du Plessis de Richelieu, duque de Aiguillon y duque de Agenois (París, 31 de octubre de 1761-Hamburgo, 4 de mayo de 1800), fue un noble francés, militar de carrera y político de la Revolución francesa hasta 1792.

## Antes de la Revolución
Fue hijo de Manuel Armando de Vignerot du Plessis, duque de Aiguillon, y de Luisa Felicita de Brehan. Sirve en la caballería ligera de la guardia del rey después de llegar a ser coronel del regimiento de Royal-Pologne en septiembre de 1788.

## Durante la Revolución

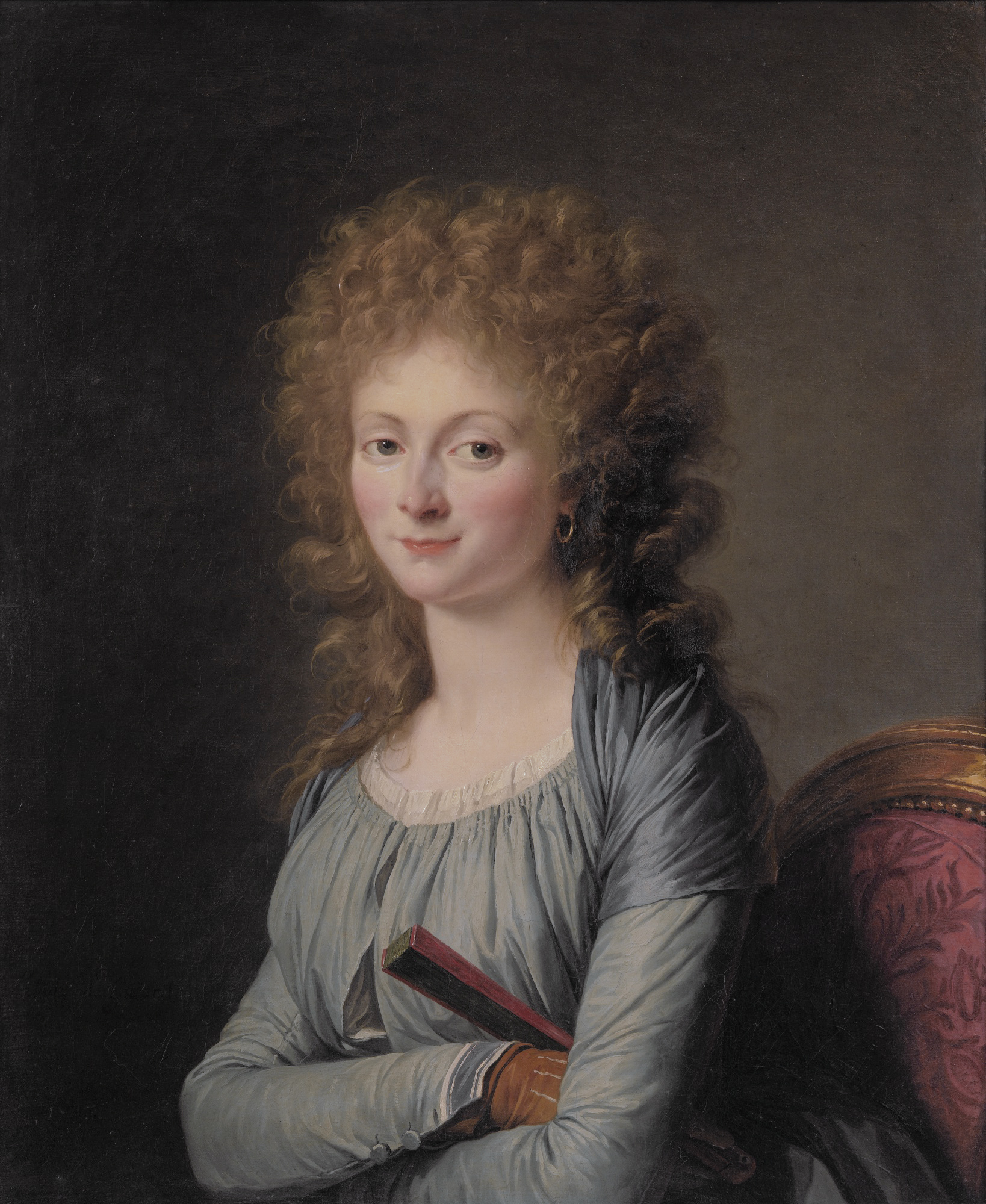
Jeanne-Victoire-Henriette de Montaud de Navailles, vizcondesa de Saint-Martin d'Arberonne, baronesa de Assat y Mirepeix, más tarde duquesa de Aiguillon (1770-1818)

Diputado de la nobleza de la senescalía de Agen en los Estados generales de 1789, es uno de los más ardientes partidarios de la Revolución en sus inicios y uno de los miembros más destacados del Club bretón. Es uno de los primeros representantes de la nobleza en unirse al tercer estado y fue miembro de la Asamblea Nacional Constituyente. Una vez que Louis-Marie de Noailles pide la supresión sin indemnización de sus servidumbres personales, el duque de Aiguillon, la mayor fortuna del reino después del rey, sube a la tribuna en la noche del 4 de agosto de 1789 para proponer la recompra a muy bajo interés de los derechos feudales y la renuncia a sus privilegios nobiliarios. Esto le vale la hostilidad de la derecha monárquica. Se dice que se disfrazó de verdulera, el 5 y 6 de octubre de 1789, durante la invasión del palacio de Versailles por la muchedumbre. Honoré Gabriel Riqueti, conde de Mirabeau le encontró en el camino y le gritó : "¡Te pasé de largo, s.....!". 
La vida política del duque de Aiguillon acaba con la Asamblea constituyente. Regresado al ejército, mariscal de campo en el ejército del Rhin, reprime la insurrección parisina del 10 de agosto de 1792, por lo que es acusado y obligado a emigrar. Se instala en Hamburgo, donde reside hasta su muerte.